# Windows Communication Foundation

Ce sous-système est une partie de .NET Framework 3.0

WCF (Windows Communication Foundation) est un sous-système de communication de Windows Vista (l'ancien nom de code était Indigo). Les applications WCF peuvent être développées en utilisant les  différents langages de Microsoft .NET.
C'est l'un des quatre composants majeurs du framework .NET 3.0 (avec WPF, CardSpace et WF), qui est inclus dans Windows Vista et Windows Server 2008. Il est possible aussi d'installer ce composant sur Windows XP et Windows Server 2003.

## Vue d'ensemble
Le modèle de programmation WCF est une couche d'abstraction qui unifie et simplifie la mécanique d'intégration des services Web, .NET Remoting, Microsoft Transaction Server, et Microsoft Message Queuing. 
Cette couche permet en outre la redistribution des rôles:
- Le développeur conçoit et développe son service sans se soucier de son implémentation à cible. C'est-à-dire qu'il ne s'intéresse qu'aux caractéristiques structurantes du service pour son intégration au sein d'une Architecture orientée services : le service fonctionne-t-il en mode singleton, en mode asynchrone, avec un callback, etc.
- L’intégrateur (ou l’administrateur), lui, détermine le protocole mais aussi le niveau et le mode de sécurisation du service ainsi développé.

WCF utilise des messages SOAP pour les communications entre processus. Quand un processus WCF discute avec un processus non WCF, le langage XML est utilisé pour les messages SOAP. Pour les messages entre processus WCF, les messages SOAP sont encodés au format binaire.  

## Service WCF
Un service WCF est composé de trois parties 
- une classe service
- un environnement hôte
- un ou plusieurs points finaux